# Reg Attwell
Frederick Reginald „Reg“ Attwell (* 23. März 1920 in Shifnal, Shropshire; † 2. Dezember 1986 in Burnley) war ein englischer Fußballspieler.

## Karriere
Attwell kam 1937 zum Zweitdivisionär West Ham United und gab sein Debüt im April 1938 gegen Sheffield United. Dies blieb bis zum Ausbruch des Zweiten Weltkrieges und der damit verbundenen Einstellung des Ligabetriebs sein einziger Einsatz. Attwell diente während des Krieges im Essex Regiment und kam in unregelmäßigen Abständen zu insgesamt knapp 50 Einsätzen für West Ham in den kriegsbedingten Ersatzwettbewerben. In der Spielzeit 1945/46 absolvierte er auch einige Partien in der Wartime-League für den FC Burnley. Mit Wiederaufnahme des Ligabetriebs der Football League im Sommer 1946 spielte Attwell noch vier Partien für West Ham, bevor er schon im Oktober 1946 zum FC Burnley wechselte.
Bereits in seiner ersten Spielzeit bei Burnley gelang als Tabellenzweiter der Aufstieg in die First Division, Saisonhöhepunkt war aber der Einzug in das FA-Cup-Finale, in dem man nach Verlängerung Charlton Athletic mit 0:1 unterlag. Nach insgesamt 222 Erstligaeinsätzen für Burnley, bestes Abschlussergebnis war dabei ein dritter Platz in der Saison 1947/48, verließ er den Klub im Oktober 1954 und spielte noch für eine Saison beim Drittligisten Bradford City. Anschließend kehrte er in den Amateurbereich zurück und ließ seine Karriere beim FC Darwen ausklingen.